# Бородино (город)
Бородино́ — город (с 1981) в Красноярском крае России.
В рамках административно-территориального устройства является краевым городом. В рамках муниципального устройства образует муниципальное образование город Бородино со статусом городского округа как единственный населённый пункт в его составе.
Население — 15 174 человек (2021).

## География
Город расположен в 155 км от Красноярска, в 18 км к югу от г. Заозёрный, в 9 км от ст. Камала, где находится ближайшая железнодорожная станция.

### Климат
Преобладает резко континентальный климат. Среднегодовое количество осадков — 530 мм.

## История
Образован в 1949 году как посёлок угольщиков при Ирша-Бородинском угольном разрезе. Название получил от села Бородино, находящегося в 5 км от города и расположенного на Московском тракте. По легенде, село основано солдатами Семёновского полка, участниками Отечественной войны 1812 и «её главном событии – Бородинской битвы», сосланными в Сибирь после восстания в полку в 1820 году. Село получило имя Бородино ещё в 1827 году в честь сражения на Бородинском поле 1812 года.
Строительство города (сначала рабочего посёлка) началось в августе 1945 года.
По имеющимся данным, первыми к строительству посёлка приступили бывшие военнопленные советские солдаты, репатриированные в СССР из Франции после поражения нацистской Германии в Второй мировой войне. Прибывшие 8 августа 1945 г. эшелоном в составе полка на ст. Заозерная, они уже на следующий день приступили к обустройству посёлка строителей угольного разреза. Затем в город стали приезжать работники по организованному набору, в основном из западных областей России («вербованные»).
В конце 1949 года был сдан в эксплуатацию угольный разрез «Ирша-Бородинский». Выдавший на-гора в первый год эксплуатации 350 тыс. тонн угля, разрез «Бородинский» в 80-х годах стал самым крупным угольным предприятием России. В конце 1980-х годов добыча достигала 30 млн тонн угля. По итогам 2008 г. на разрезе было добыто 24 млн тонн. Ныне разрез входит в состав Сибирской угольной энергетической компании (СУЭК).
Летом 1981 посёлок Бородино получил статус города. На тот момент в нём насчитывалось менее 12 тыс. жителей.
Распоряжением Правительства РФ от 29 июля 2014 года № 1398-р «Об утверждении перечня моногородов» Городской округ город Бородино включён в категорию «Монопрофильные муниципальные образования Российской Федерации (моногорода), в которых имеются риски ухудшения социально-экономического положения».

## Социальная сфера и сфера услуг, культурная жизнь
Учреждения образования Бородино представлены тремя общеобразовательными средними школами, шестью библиотеками, шестью детскими дошкольными образовательными учреждениями, двумя учреждениями дополнительного образования. В городе имеется Детская школа искусств, Дом ремёсел, Станция юных техников.
В городе имеется больничный комплекс, принятый в эксплуатацию в 2004 году. Поликлиника комплекса способна принять за смену 800 человек,  стационар рассчитан на 133 места.
В городе издаётся еженедельная газета «Бородинский вестник». Шесть дней в неделю выходит в эфир телекомпания СУЭК «Бородино».

## Население
| 1959    | 1970    | 1979    | 1989    | 1996    | 1998    | 2000    | 2001    |
| ------- | ------- | ------- | ------- | ------- | ------- | ------- | ------- |
| 9921    | ↗10 838 | ↗11 331 | ↗18 426 | ↗19 500 | ↗19 800 | ↗20 000 | ↗20 100 |
| 2002    | 2005    | 2006    | 2007    | 2008    | 2009    | 2010    | 2011    |
| ↘19 181 | ↘19 000 | →19 000 | ↘18 800 | →18 800 | ↘18 738 | ↘17 416 | ↘17 400 |
| 2012    | 2013    | 2014    | 2015    | 2016    | 2017    | 2018    | 2019    |
| ↘16 956 | ↘16 764 | ↘16 522 | ↘16 339 | ↘16 218 | ↗16 249 | ↘16 127 | ↘16 061 |
| 2020    | 2021    |         |         |         |         |         |         |
| ↘16 055 | ↘15 174 |         |         |         |         |         |         |

На 1 января 2025 года по численности населения город находился на 777-м месте из 1124 городов Российской Федерации.

## Достопримечательности
- Храм преподобного Сергия Радонежского;
- Муниципальное бюджетное учреждение культуры Музей истории города Бородино[31];
- Городской дворец культуры «Угольщик»;
- Бородинский угольный разрез имени Михаила Ивановича Щадова;

## Транспорт
С автовокзала автобусы отправляются в Заозерный, Красноярск, Канск.

## Экономика
- Разрез Бородинский
- Ремонтно-механический завод
- Редакция газеты Высший Сорт
- Хлебозавод «Типэк»
- Фабрика мебели «АБВ»

## Спорт
С 1982 года в городе действует Детско-юношеская спортивная школа по шести видам спорта: биатлон, лыжные гонки, баскетбол, борьба дзюдо, футбол, шахматы. Заслуженные мастера спорта биатлонистки Ольга Ромасько и Ольга Медведцева — воспитанницы бородинской ДЮСШ.
В городе тренируется команда по хоккею с шайбой «Шахтёр».